# 小中川駅
小中川駅（こなかがわえき）は、かつて新潟県燕市中川にあった新潟交通電車線の駅。

## 駅構造
地上駅。

## 歴史
- 1933年（昭和8年）8月15日 - 新潟電鉄の駅として開業。
- 1943年（昭和18年）12月31日 - 新潟交通の発足により同社の駅となる。
- 1955年（昭和30年）10月1日 - 請負化される[2]。
- 1958年（昭和33年）11月 - 貨物取り扱い廃止[2]。
- 1993年（平成5年）8月1日 - 電車線月潟駅 - 燕駅間廃線により廃駅[1]。

## 駅周辺
駅周辺は燕市小中川地区の住宅地となっている。
- 燕警察署 小中川駐在所
- 燕市立小中川小学校
- 小中川郵便局
- JA越後中央 北支店
- ウオエイ 小中川店
- 協栄信用組合 小中川支店

## 駅跡

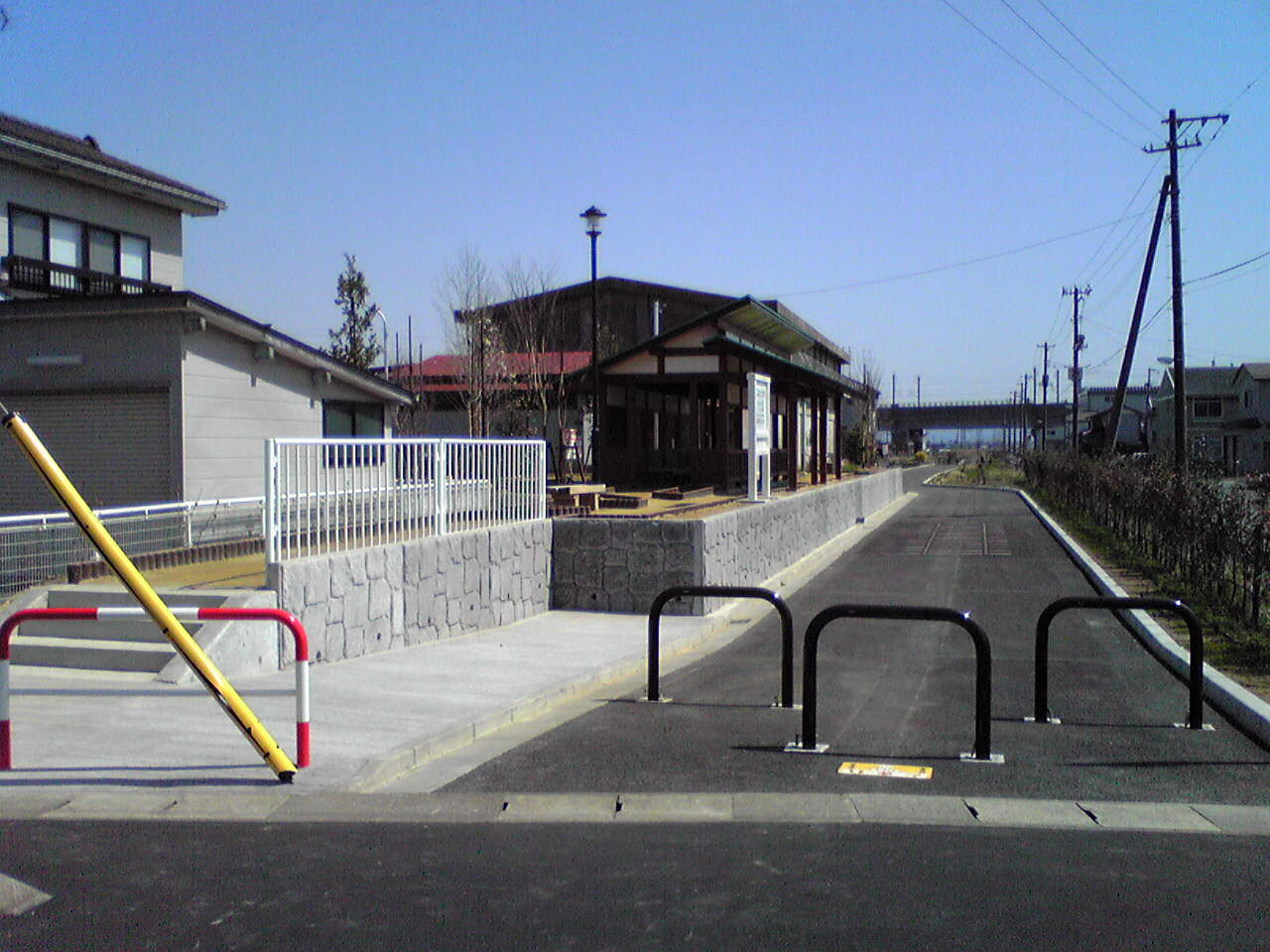
小中川駅のあった場所。整備され休憩所になっている。新飯田側を望む（2008年4月6日）。

現在は整備されサイクリングロードの途中にある休憩所となっている。

## 隣の駅
新潟交通
電車線
新飯田駅 - 小中川駅 - 灰方駅